# Paulo Cunha
Pour les articles homonymes, voir Cunha.
Paulo Cunha, né le 1er août 1980, à Vila Nova de Gaia, au Portugal, est un joueur portugais de basket-ball. Il évolue au poste d'ailier.

## Palmarès
- Coupe du Portugal 2004, 2005, 2007, 2010, 2013